# XXVIIe législature de la république de Turquie
7 juillet 2018 - 7 avril 2023
26e 28e

Comission permanente après la dissolution de l'Assemblée

La vingt-septième législature de la république de Turquie (en turc Türkiye Büyük Millet Meclisinin 27. Dönemi) est le cycle parlementaire de la Grande assemblée nationale de Turquie qui s'ouvre le 7 juillet 2018, à la suite des élections législatives anticipées tenues le 24 juin précédent, et est clos le 7 avril 2023.

## Historique
Elle fait suite à la 26e législature, où le Parti de la justice et du développement (AKP) avait reconquis la majorité absolue à la suite d'un scrutin anticipé.
Recep Tayyip Erdoğan est parallèlement réélu président de la République dès le premier tour et sa coalition l'Alliance populaire remporte les élections législatives.

## Présidence
La première séance se tient le samedi 7 juillet 2018. La présidence est d'abord assurée par un bureau d'âge, constitué du député le plus âgé, qui assure la présidence, et du député le plus jeune qui assure la vice-présidence. Durmuş Yılmaz, deuxième député le plus âgé après Deniz Baykal, assure l'intérim en l'absence de celui-ci.
Le 12 juillet, l'ancien Premier ministre Binali Yıldırım, est élu à la présidence. Le 25 février 2019, Mustafa Şentop lui succède et assure la présidence jusqu'à la fin de la législature.

## Groupes parlementaires
Les groupes parlementaires (composés au minimum de 20 membres) de la 27e législature se répartissent comme suit :
| Parti                                                              | Idéologie                                                                                     | Sièges    | Président de groupe |
| ------------------------------------------------------------------ | --------------------------------------------------------------------------------------------- | --------- | ------------------- |
| Parti de la justice et du développement Adalet ve Kalkınma Partisi | Droite Nationalisme, démocratie islamique, conservatisme social, libéralisme économique       | 285 / 600 | Naci Bostancı       |
| Parti républicain du peuple Cumhuriyet Halk Partisi                | Centre-gauche Social-démocratie, kémalisme, europhilie,                                       | 134 / 600 | Kemal Kılıçdaroğlu  |
| Parti démocratique des peuples Halkların Demokratik Partisi        | Gauche Socialisme démocratique, populisme de gauche, droits des minorités, écologie politique | 56 / 600  | Filiz Kerestecioğlu |
| Parti d'action nationaliste Milliyetçi Hareket Partisi             | Droite à extrême droite Ultranationalisme, panturquisme, populisme de droite, euroscepticisme | 48 / 600  | Erkan Akçay         |
| Le Bon Parti İyi Parti                                             | Centre, centre droit, à droite Nationalisme, kémalisme, conservatisme, parti laïc, europhilie | 37 / 600  |                     |